# Dagoberto II
Dagoberto II (ca. 652 – 23 de dezembro de 679) foi rei da Austrásia (676–679). Filho de Sigeberto III, um dos rois-fainéants (reis fantoches) e o último da dinastia merovíngia a governar independentemente a Austrásia, com exceção do duvidoso candidato de Carlos Martel, Clotário IV.

## Visão geral
O prefeito do palácio pipinida da Austrásia, Grimoaldo o Velho, filho de Pepino de Landen, guardião de Dagoberto, teve seu filho Quildeberto adotado por Sigeberto, que à época ainda não tinha filhos. Quando Sigeberto morreu em 656, Grimoaldo tomou o trono para seu próprio filho, cortando os cabelos de Dagoberto (os longos cabelos eram um símbolo do poder merovíngio). A história de que Dagoberto foi enviado para ser morto, de que sua morte foi mais ou menos divulgada, que ele foi estimulado a deixar o país, parece mais um enfeite, talvez desenvolvido para explicar o silêncio de sua mãe, Himnequilda. Ela deve ter cooperado com Grimoaldo para a ascensão de Quildeberto o Adotado; depois ela esperou que pelo casamento de sua filha Biliquilda com Quilderico II se mantivesse o herdeiro eventual austrasiano na sua linha sanguínea. Pode-se também supor que Himnequilda não fosse a mãe de Dagoberto, daí sua razão em abandoná-lo.
Dagoberto foi entregue aos cuidados de Desidério, bispo de Poitiers, onde havia uma catedral escola. O garoto foi enviado para um monastério na Irlanda, às vezes identificado como Slane. Uma antiga tradição relata que ele se casou com Mechtilde, uma princesa anglo-saxã durante seu exílio, mas a tradição de que entre suas filhas estavam Santa Hermina, abadessa de Oëren, e Santa Adula, abadessa de Pfalzel, é invenção, talvez criada para ligar a santidade fundadora dessas abadias com a respeitada linha merovíngia.
Provisoriamente, os nobres da Austrásia clamaram por Clóvis II, rei da Nêustria, que expulsou os usurpadores, executou Grimoaldo e Quildeberto, e adicionou a Austrásia aos seus domínios. A datação desses eventos é muito confusa, tendo eles ocorrido entre 656 e 657 ou talvez depois, em 661, sob Clotário III, filho de Clóvis. O governante efetivo contudo era o prefeito do palácio neustriano, Ebroíno, que foi forçado logo depois (em 660 ou 662) a entregar o reino austrasiano a um rei próprio mais uma vez: a escolha foi o rei menino Quilderico II, irmão de Clotário III, com um prefeito do palácio, Vulfoaldo, como regente. O jovem rei foi assassinado numa caçada próximo a Maastricht em 675, e na caótica briga pelo poder que se seguiu, os nobres austrasianos, que queriam um rei de sangue merovíngio, pressionaram Vulfoaldo pelo retorno de Dagoberto, enquanto os oponentes de Vulfoaldo aclamaram Clóvis III, possivelmente um impostor. Ebroíno voltou de um "retiro" monástico para liderar os partidários de Clóvis, mas Vulfoaldo efetivou Dagoberto em 676, de certa forma através da ajuda de Vilfrido, arcebispo de Iorque, com a morte inesperada de Clóvis. Contrariando a contínua inimizade amarga de Ebroíno e do partido que tinha tentado colocar Clóvis como um candidato alternativo, Dagoberto foi restaurado em uma porção de suas terras legais, um território ao longo do Reno, o qual a tradição religiosa relata que ele governou com a moderação e a piedade que sua experiência infantil lhe tinha ensinado, mas que ele deixou em grande parte nas mãos do prefeito do palácio austrasiano, enquanto ele se preocupava mais com a fundação de mosteiros e abadias, inclusive Surburgo e Vissemburgo na Alsácia, onde o duque era seu primo. Apesar de tudo, ele era indubitavelmente um homem inteligente, educado e adulto na época de seu reinado, não sendo completamente controlado pelas facções e prefeitos.
A dinâmica da carreira de Dagoberto é em grande parte uma reflexão passiva da competição entre duas fontes de poder, apoio e prestígio: as instituições do palácio da Nêustria de um lado, e do outro as da Austrásia, firmemente sob o controle da dinastia pipinida que se tornaria a dinastia carolíngia no século seguinte.
Durante o renovado conflito entre Nêustria e Austrásia, Dagoberto foi assassinado em outro incidente de caça, em 23 de dezembro de 679, próximo a Stenay, nas Ardenas, provavelmente por ordens de Ebroíno, então prefeito do palácio da Nêustria. Vilfrido deve ter permanecido na Austrásia até esta época, porque, de acordo com seu biógrafo, Vilfrido deixou a Austrásia após a morte de Dagoberto, ameaçado de morte pelos apoiadores de Ebroíno. No mosteiro de Stenay depois cresceu um culto a Dagoberto, venerado já em 1068 como "Santo Dagoberto". O culto espalhou-se para a Lotaríngia e para a Alsácia, sendo Santo Dagoberto reconhecido pela Igreja Católica Romana, como seu pai e muitos membros da casa real merovíngia.
Após o breve reino de Dagoberto, deixando suas terras sem um herdeiro masculino, os soberanos da Renânia dividiram o território entre eles, enquanto Pepino II, prefeito do palácio da Austrásia (679-714) dominava a Austrásia, e deixava o trono vazio até depois da batalha de Tertry (687), quando ele aceitou Teodorico III.

## Pais
♂ Sigeberto III (◊ 631 † 656 ou 660)
♀ Himnequilda da Borgonha (◊ c. 625 † depois de 672)

## Casamentos e filhos
- com Matilda (◊ ? † ?)

1. ♂ Sigeberto (◊ ? † ?)
2. ♀ Irmine (◊ ? † ?)
3. ♀ Adele (◊ ? † ?)
4. ♀ Rotilda (◊ ? † ?)
5. ♀ Ragnetruda (◊ ? † ?)

## Leitura complementar
- Wallace-Hadrill, J.M. 1962. The Long-Haired Kings, and Other Studies in Frankish History, (London: Methuen & Co.)